# John Haughm
John Haughm (Butte, 14 settembre 1975) è un musicista statunitense.

## Biografia
La sua carriera inizia nei primi anni 90: si muove fin dall'inizio nel metal estremo pubblicando vari nastri demo con la band progressive death metal Pessimyst e formando diversi progetti solisti come la one man band avant-garde metal Uncomposing (che ha pubblicato solamente un demo nel 1994) e i progetti Lotus 78 e A Den of Wolves, dei quali si sa poco o nulla. fonda gli Agalloch nel 1995 in veste di vocalist, chitarrista, bassista (fino al 1997) e batterista (fino al 2004). Sin dai primi passi la band mostra subito una grande personalità e una formazione molto compatta e ispirata, inoltre si guadagnerà negli anni uno spazio molto importante nell'ambito del metal moderno. Dopo la fondazione degli Agalloch Haughm si è concentrato appieno sul progetto concedendosi solamente uno spazio negli Sculptured in veste di batterista nel 2000 e una breve collaborazione con i Nothing di Jason Walton. è stato per questo per molti anni l'unico degli Agalloch senza alcun side project, per l'esattezza fino al 2011 quando comincerà una carriera solista dando alla luce diversi EP e album di musica sperimentale.